# Stockton-on-the-Forest
Stockton-on-the-Forest – wieś w Anglii, w hrabstwie ceremonialnym North Yorkshire, w dystrykcie (unitary authority) York. Leży 7 km na północny wschód od miasta York i 283 km na północ od Londynu. W 2001 miejscowość liczyła 1261 mieszkańców.